# 3-Chlorpentan
3-Chlorpentan ist eine chemische Verbindung des Chlors aus der Gruppe der aliphatischen, gesättigten Halogenkohlenwasserstoffe.

## Gewinnung und Darstellung
3-Chlorpentan kann durch Reaktion von 3-Pentanol mit Thionylchlorid gewonnen werden.

## Eigenschaften
3-Chlorpentan ist eine leicht entzündbare, farblose bis hellbraune Flüssigkeit mit aromatischem Geruch, die sehr schwer löslich in Wasser ist.

## Sicherheitshinweise
Die Dämpfe von 3-Chlorpentan können mit Luft ein explosionsfähiges Gemisch (Flammpunkt ca. −1 °C) bilden.